# Persone di nome José/Allenatori di calcio
| Questa pagina contiene informazioni ricavate automaticamente dalle voci biografiche con l'ausilio del template Bio e di un bot. L'aggiornamento è periodico e automatico e ricostruisce completamente la pagina. Se manca una persona in questa lista, sei pregato di non aggiungerla, ma accertati piuttosto che la sua voce biografica contenga il template Bio e che i dati anagrafici siano correttamente compilati. Se il template Bio manca, inseriscilo tu stesso o, in alternativa, metti l'avviso {{tmp\|Bio}} che ne segnala la mancanza. Se i dati riportati sono sbagliati, correggi direttamente la voce biografica; le modifiche saranno visibili in questa lista entro pochi giorni. Per chiarimenti vedi il progetto antroponimi. La lista contiene solo le 155 persone che sono citate nell'enciclopedia e per le quali è stato implementato correttamente il template Bio. Pagina aggiornata al 22 lug 2025. |

Questa è una lista di persone presenti nell'enciclopedia che hanno il nome José e sono allenatori di calcio.

## A(9)
- José Manuel Abundis, allenatore di calcio e ex calciatore messicano (Guadalajara, n. 1973)
- José Acciari, allenatore di calcio e ex calciatore argentino (San Miguel, n. 1978)
- José Manuel Aira, allenatore di calcio e ex calciatore spagnolo (Ponferrada, n. 1976)
- José María Amorrortu, allenatore di calcio e ex calciatore spagnolo (Bilbao, n. 1953)
- José Maria Antunes, allenatore di calcio e calciatore portoghese (Coimbra, n. 1913 - † 1991)
- Luis Aragonés, allenatore di calcio e calciatore spagnolo (Madrid, n. 1938 - Madrid, † 2014)
- Miguel Cardoso, allenatore di calcio portoghese (Trofa, n. 1972)
- José María Angresola Jiménez, allenatore di calcio e ex calciatore spagnolo (Valencia, n. 1989)
- Carlos Pinto, allenatore di calcio e ex calciatore portoghese (Paços de Ferreira, n. 1973)

## B(12)
- José Mari Bakero, allenatore di calcio e ex calciatore spagnolo (Goizueta, n. 1963)
- José Manuel Barla, allenatore di calcio e ex calciatore spagnolo (Cadice, n. 1967)
- José Alberto Costa, allenatore di calcio e ex calciatore portoghese (Porto, n. 1953)
- José Basualdo, allenatore di calcio e ex calciatore argentino (Campana, n. 1963)
- José Batista, allenatore di calcio e ex calciatore uruguaiano (Colonia del Sacramento, n. 1962)
- José Belman, allenatore di calcio e ex calciatore spagnolo (Malaga, n. 1971)
- José Oscar Bernardi, allenatore di calcio e ex calciatore brasiliano (Monte Sião, n. 1954)
- José Bordalás, allenatore di calcio e ex calciatore spagnolo (Alicante, n. 1964)
- Carlos Borrello, allenatore di calcio argentino (Buenos Aires, n. 1955)
- José Luis Brown, allenatore di calcio e calciatore argentino (Ranchos, n. 1956 - Buenos Aires, † 2019)
- José Faría, allenatore di calcio e calciatore brasiliano (Rio de Janeiro, n. 1933 - Rabat, † 2013)
- Zé Teodoro, allenatore di calcio e ex calciatore brasiliano (Anápolis, n. 1963)

## C(9)
- José António, allenatore di calcio e calciatore portoghese (Cascais, n. 1957 - Carcavelos, † 2005)
- José Cardozo, allenatore di calcio e ex calciatore paraguaiano (Nueva Italia, n. 1971)
- José Daniel Carreño, allenatore di calcio e ex calciatore uruguaiano (Montevideo, n. 1963)
- Ignacio Castillo, allenatore di calcio e ex calciatore argentino (Buenos Aires, n. 1975)
- José María Casullo, allenatore di calcio e calciatore spagnolo (Rosario)
- José Chiarella, allenatore di calcio peruviano (Lima, n. 1929 - † 2019)
- Mauricio Cienfuegos, allenatore di calcio e ex calciatore salvadoregno (San Salvador, n. 1968)
- José Guadalupe Cruz, allenatore di calcio e ex calciatore messicano (Huetamo, n. 1967)
- José Rachão, allenatore di calcio e ex calciatore portoghese (Peniche, n. 1952)

## D(12)
- José Barroso, allenatore di calcio e ex calciatore portoghese (Braga, n. 1970)
- José Del Solar, allenatore di calcio, dirigente sportivo e ex calciatore peruviano (Lima, n. 1967)
- José Della Torre, allenatore di calcio e calciatore argentino (San Isidro, n. 1906 - Lanús, † 1979)
- José Luis Diestro, allenatore di calcio e calciatore spagnolo (Santander, n. 1919 - Oviedo, † 1997)
- José Laguna, allenatore di calcio e calciatore argentino (Buenos Aires, n. 1895 - † 1965)
- José Peseiro, allenatore di calcio e ex calciatore portoghese (Coruche, n. 1960)
- José Manuel Delgado Rivera, allenatore di calcio e calciatore spagnolo (Bélmez de la Moraleda, n. 1946 - Huelva, † 2004)
- José Vera, allenatore di calcio, dirigente sportivo e ex calciatore venezuelano (Mérida, n. 1969)
- José Mário de Almeida Barros, allenatore di calcio e ex calciatore brasiliano (Rio de Janeiro, n. 1949)
- José Couceiro, allenatore di calcio e ex calciatore portoghese (Lisbona, n. 1962)
- José Ramón de la Fuente, allenatore di calcio e ex calciatore spagnolo (Castell-Platja d'Aro, n. 1970)
- José de la Torre, allenatore di calcio e ex calciatore messicano (Guadalajara, n. 1965)

## E(1)
- José Manuel Esnal, allenatore di calcio spagnolo (Balmaseda, n. 1950)

## F(6)
- Roberto Fernandes, allenatore di calcio brasiliano (Recife, n. 1971)
- Freddy Fernández, allenatore di calcio e ex calciatore costaricano (San Isidro de El General, n. 1974)
- José Mota, allenatore di calcio e ex calciatore portoghese (Paredes, n. 1964)
- José Morais, allenatore di calcio e ex calciatore portoghese (Lisbona, n. 1965)
- Zé Nuno Azevedo, allenatore di calcio e ex calciatore portoghese (Paranhos, n. 1969)
- Zé Maria, allenatore di calcio e ex calciatore brasiliano (Oeiras, n. 1973)

## G(11)
- Flaco, allenatore di calcio e ex calciatore spagnolo (Pamplona, n. 1966)
- Rafael García, allenatore di calcio e ex calciatore messicano (Città del Messico, n. 1974)
- José María García Lavilla, allenatore di calcio e ex calciatore spagnolo (Pola de Siero, n. 1942)
- José Aurelio Gay, allenatore di calcio e ex calciatore spagnolo (Madrid, n. 1965)
- Manolo González, allenatore di calcio spagnolo (Folgoso do Courel, n. 1979)
- José Manuel González López, allenatore di calcio e ex calciatore spagnolo (Cadice, n. 1966)
- Natxo González, allenatore di calcio spagnolo (Vitoria, n. 1966)
- José Daniel Guerrero, allenatore di calcio e ex calciatore messicano (Guadalajara, n. 1987)
- Guti, allenatore di calcio e ex calciatore spagnolo (Madrid, n. 1976)
- José Gálvez Estévez, allenatore di calcio e ex calciatore spagnolo (Calvià, n. 1974)
- Míchel, allenatore di calcio e ex calciatore spagnolo (Madrid, n. 1963)

## H(5)
- José Heredia Jiménez, allenatore di calcio e ex calciatore spagnolo (Madrid, n. 1951)
- José Eugenio Hernández, allenatore di calcio e ex calciatore colombiano (Bogotà, n. 1956)
- José Oscar Herrera, allenatore di calcio e ex calciatore uruguaiano (Tala, n. 1965)
- René Higuita, allenatore di calcio e ex calciatore colombiano (Medellín, n. 1966)
- Iñaki Hurtado, allenatore di calcio e ex calciatore spagnolo (Logroño, n. 1972)

## I(3)
- Joseíto, allenatore di calcio e calciatore spagnolo (Zamora, n. 1926 - Granada, † 2007)
- José Ángel Iribar, allenatore di calcio, ex calciatore e dirigente sportivo --> spagnolo (Zarautz, n. 1943)
- José Antonio Irulegui, allenatore di calcio e ex calciatore spagnolo (Oria, n. 1937)

## L(8)
- Rui Águas, allenatore di calcio e ex calciatore portoghese (Lisbona, n. 1960)
- José Lago Millán, allenatore di calcio spagnolo (Pontevedra, n. 1893)
- Mauricio Larriera, allenatore di calcio e ex calciatore uruguaiano (Florida, n. 1970)
- José Leal, allenatore di calcio e ex calciatore angolano (Luanda, n. 1965)
- José Lemos Rodríguez, allenatore di calcio e calciatore spagnolo (Salvaterra de Miño, n. 1962 - † 2023)
- José Manuel León, allenatore di calcio e calciatore spagnolo (Las Palmas de Gran Canaria, n. 1944 - † 2020)
- José Luis Lopes Costa e Silva, allenatore di calcio e ex calciatore portoghese (Lisbona, n. 1958)
- José María Lumbreras, allenatore di calcio e ex calciatore spagnolo (Tudela, n. 1961)

## M(15)
- José Dominguez, allenatore di calcio e ex calciatore portoghese (Lisbona, n. 1974)
- José Manuel Gomes, allenatore di calcio portoghese (Matosinhos, n. 1970)
- José María Maguregi, allenatore di calcio e calciatore spagnolo (Ugao-Miraballes, n. 1934 - Bilbao, † 2013)
- José Luis Martí, allenatore di calcio e ex calciatore spagnolo (Palma di Maiorca, n. 1975)
- José María Mateos, allenatore di calcio spagnolo (Bilbao, n. 1888 - Bilbao, † 1963)
- Pepe Mel, allenatore di calcio e ex calciatore spagnolo (Madrid, n. 1963)
- José Luis Mendilibar, allenatore di calcio e ex calciatore spagnolo (Zaldibar, n. 1961)
- Manel Menéndez, allenatore di calcio e ex calciatore spagnolo (Avilés, n. 1971)
- José Francisco Molina, allenatore di calcio e ex calciatore spagnolo (Valencia, n. 1970)
- José Antonio Morante Gutiérrez, allenatore di calcio e ex calciatore spagnolo (Rafal, n. 1944)
- José Moré Bonet, allenatore di calcio e ex calciatore spagnolo (L'Ametlla del Vallès, n. 1953)
- José Mourinho, allenatore di calcio portoghese (Setúbal, n. 1963)
- Félix Mourinho, allenatore di calcio e calciatore portoghese (Setúbal, n. 1938 - Setúbal, † 2017)
- José Murcia, allenatore di calcio e ex calciatore spagnolo (Cordova, n. 1964)
- Zé Ricardo, allenatore di calcio brasiliano (Rio de Janeiro, n. 1971)

## N(3)
- Leonardo Jardim, allenatore di calcio portoghese (Barcelona, n. 1974)
- Carlos Mozer, allenatore di calcio e ex calciatore brasiliano (Rio de Janeiro, n. 1960)
- José Nasazzi, allenatore di calcio e calciatore uruguaiano (Montevideo, n. 1901 - Montevideo, † 1968)

## O(2)
- José Manuel Ochotorena, allenatore di calcio e ex calciatore spagnolo (San Sebastián, n. 1961)
- José Luis Oltra, allenatore di calcio e ex calciatore spagnolo (Valencia, n. 1969)

## P(13)
- José Augusto de Almeida, allenatore di calcio e ex calciatore portoghese (Barreiro, n. 1937)
- José Ramón Palacio, allenatore di calcio e ex calciatore spagnolo (Castro-Urdiales, n. 1950)
- Ignacio Pallas, allenatore di calcio e ex calciatore uruguaiano (Montevideo, n. 1983)
- José Pasqualetti, allenatore di calcio, dirigente sportivo e ex calciatore francese (Bastia, n. 1956)
- José Luis Pavoni, allenatore di calcio e ex calciatore argentino (Rosario, n. 1954)
- José María Pazo, allenatore di calcio e ex calciatore colombiano (Valledupar, n. 1964)
- José Maria Pedroto, allenatore di calcio e calciatore portoghese (Lamego, n. 1928 - Porto, † 1985)
- José Pekerman, allenatore di calcio e ex calciatore argentino (Villa Domínguez, n. 1949)
- José Perdomo, allenatore di calcio e ex calciatore uruguaiano (Salto, n. 1965)
- José Ricardo Pérez, allenatore di calcio e ex calciatore colombiano (Cali, n. 1963)
- José Piendibene, allenatore di calcio e calciatore uruguaiano (Montevideo, n. 1890 - Montevideo, † 1969)
- José Fernando Polozzi, allenatore di calcio e ex calciatore brasiliano (Vinhedo, n. 1955)
- José Poy, allenatore di calcio e calciatore argentino (Rosario, n. 1926 - San Paolo, † 1996)

## Q(2)
- José María Quevedo, allenatore di calcio e ex calciatore spagnolo (Cadice, n. 1969)
- José Quitongo, allenatore di calcio e ex calciatore angolano (Luanda, n. 1974)

## R(14)
- José David Rangel, allenatore di calcio e ex calciatore messicano (San Luis Potosí, n. 1969)
- José Antonio Redondo García, allenatore di calcio e ex calciatore spagnolo (Turón, n. 1953)
- Pepe Reina, allenatore di calcio e ex calciatore spagnolo (Madrid, n. 1982)
- José Luis Ribera, allenatore di calcio e ex calciatore spagnolo (Azkoitia, n. 1965)
- José Riga, allenatore di calcio belga (Liegi, n. 1957)
- José Riveiro, allenatore di calcio spagnolo (Vigo, n. 1975)
- José Manuel Roca, allenatore di calcio e ex calciatore spagnolo (Orihuela, n. 1976)
- José Roca, allenatore di calcio e calciatore messicano (n. 1928 - † 2007)
- Rodrigues Neto, allenatore di calcio e calciatore brasiliano (Galiléia, n. 1949 - Bonsucesso, † 2019)
- José Luis Loreto, allenatore di calcio e ex calciatore spagnolo (Siviglia, n. 1971)
- Pacheta, allenatore di calcio, dirigente sportivo e ex calciatore spagnolo (Salas de los Infantes, n. 1968)
- José Luis Romero, allenatore di calcio e ex calciatore spagnolo (Madrid, n. 1945)
- Roque Júnior, allenatore di calcio e ex calciatore brasiliano (Santa Rita do Sapucaí, n. 1976)
- José Luis Rugamas, allenatore di calcio e ex calciatore salvadoregno (n. 1953)

## S(16)
- Candinho, allenatore di calcio brasiliano (San Paolo, n. 1945)
- Iñaki Sáez, allenatore di calcio e ex calciatore spagnolo (Bilbao, n. 1943)
- Domingo Salcedo, allenatore di calcio e ex calciatore paraguaiano (Concepción, n. 1983)
- José Luis Salgado, allenatore di calcio e ex calciatore messicano (Città del Messico, n. 1966)
- José Ramón Sandoval, allenatore di calcio spagnolo (Madrid, n. 1968)
- José Santa, allenatore di calcio e ex calciatore colombiano (Medellín, n. 1970)
- José Santamaría, allenatore di calcio e ex calciatore uruguaiano (Montevideo, n. 1929)
- José Santos Romero, allenatore di calcio e ex calciatore argentino (Buenos Aires, n. 1951)
- José Luis Saso, allenatore di calcio e calciatore spagnolo (Madrid, n. 1927 - Valladolid, † 2006)
- José Carlos Serrão, allenatore di calcio e ex calciatore brasiliano (San Paolo, n. 1950)
- José Luis Sierra, allenatore di calcio e ex calciatore cileno (Santiago del Cile, n. 1968)
- José María Silvero, allenatore di calcio e calciatore argentino (Corrientes, n. 1931 - La Plata, † 2010)
- José Sinval, allenatore di calcio e ex calciatore brasiliano (Bebedouro, n. 1967)
- Ricardo Soares, allenatore di calcio e ex calciatore portoghese (Felgueiras, n. 1974)
- José Soto, allenatore di calcio e ex calciatore peruviano (Lima, n. 1970)
- José Luis Capdevila, allenatore di calcio e ex calciatore spagnolo (Saragozza, n. 1981)

## T(3)
- José Luis Tancredi, allenatore di calcio e ex calciatore uruguaiano (Montevideo, n. 1983)
- José Tapia, allenatore di calcio cubano (San José de las Lajas, n. 1905)
- José Alberto Toril Rodríguez, allenatore di calcio e ex calciatore spagnolo (Peñarroya-Pueblonuevo, n. 1973)

## U(1)
- José Ufarte, allenatore di calcio e ex calciatore spagnolo (Pontevedra, n. 1941)

## V(8)
- Josico, allenatore di calcio e ex calciatore spagnolo (Hellín, n. 1975)
- José Valle, allenatore di calcio e calciatore argentino (Buenos Aires, n. 1920 - Buenos Aires, † 1997)
- José Varacka, allenatore di calcio e calciatore argentino (Buenos Aires, n. 1932 - Buenos Aires, † 2018)
- Kibu Vicuña, allenatore di calcio spagnolo (Zizurkil, n. 1971)
- Lito Vidigal, allenatore di calcio e ex calciatore angolano (Luanda, n. 1969)
- José Villalonga, allenatore di calcio spagnolo (Cordova, n. 1919 - Cordova, † 1973)
- José Villar Fernández, allenatore di calcio e calciatore spagnolo (Vigo, n. 1928 - † 2007)
- José Villarreal, allenatore di calcio e ex calciatore argentino (Córdoba, n. 1966)

## Z(2)
- José Ángel Ziganda, allenatore di calcio e ex calciatore spagnolo (Larrainzar, n. 1966)
- Javier Zubillaga, allenatore di calcio, ex calciatore e dirigente sportivo spagnolo (Logroño, n. 1959)